# Heaven (canción de Ayumi Hamasaki)
«HEAVEN» es el sencillo n.º 37 de la cantante japonesa Ayumi Hamasaki, lanzado originalmente el 14 de septiembre del año 2005.

## Información
El lanzamiento del sencillo se anunció sól días después del lanzamiento del sencillo anterior, en parte porque sería la primera canción de Ayumi Hamasaki que aparecería en una producción cinematográfica, la película japonesa Shinobi -Heart Under Blade-. "HEAVEN" es la primera canción de Hamasaki que es utilizada como tema principal en una película.
El sencillo también contiene el lado B llamado "Will", que también fue promocionada dentro de la televisión al ser la canción imagen de uno de los productos de Panasonic. Dentro del comercial en el que se estrenó esta canción es una de las pocas veces en las que Ayumi aparece vistiendo un kimono tradicional. El DVD, al igual que dentro del DVD de "fairyland", contiene una versión con imágenes de detrás de cámaras sobre como se hizo el video musical para la canción. Esta versión (acústica en piano y sin voz) está exclusivamente en este lanzamiento. El DVD también es el primero de la artista que contiene un comercial hecho originalmente para la promoción a través de la televisión.
Dentro de las listas de Oricon en un momento se dudó que logrará llegar al primer lugar. Su primer día alcanzó sólo el segundo lugar, y ya al segundo día estaba en el tercero. Sin embargo poco a poco fue tomando fuerza, hasta que al final de su primera semana alcanzó el primer lugar, vendiendo inicialmente 169 mil copias.

## Canciones

### CD
1. HEAVEN "Original Mix"
2. Will "Original Mix"
3. alterna "Orchestra Version"
4. HEAVEN "Piano Version"
5. HEAVEN "Original Mix -Instrumental-"
6. Will "Original Mix -Instrumental-"

### DVD
1. 【videoclip】 HEAVEN
2. 【photo gallery】 HEAVEN (Piano Version)
3. 【TV-CM】 HEAVEN

- Datos: Q2297019